# Champagnegaloppen (tv-film)
 For alternative betydninger, se Champagnegaloppen (flertydig). (Se også artikler, som begynder med Champagnegaloppen)
Champagnegaloppen er en dansk tv-film om komponisten H.C. Lumbye fra 1960. Filmen er instrueret af Ole Walbom efter manuskript af Poul Holck Hofmann og Fleming Lynge.

## Medvirkende
Blandt de medvirkende kan nævnes:
- Einer Reim (Tobias Hambroe, grosserer)
- Else-Marie (Abelone, hans kone)
- Grethe Mogensen (Amelie, deres datter)
- Henrik Wiehe (Baron von Listow)
- Ingolf David (Løjtnant Seefeld)
- Palle Huld (H.C. Lumbye)
- Buster Larsen (Salomon Bierbaum, koncertmester)
- Knud Hallest (Køster, violinist)
- Arthur Jensen (Lindemann, fløjtenist)
- Jens Østerholm (Hans Werning, violinist)
- Karl Stegger (Pingel, restauratør)
- Kirsten Hermansen (Lene, opvartningspige)
- Lili Heglund (Frk. Züberlein, selskabsdame)
- Torkil Lauritzen (Nøckelmann, justitsråd)
- Bodil Udsen (En amme)
- Aksel Bro (En opvarter)
- Kirsten Biltoft (En blomsterpige)
- Henning Palner (Hillesøe, student)
- Bent Thalmay (Brask, student)
- William Bewer (Den gamle etatsråd)